# Hamlet polski. Portret Aleksandra Wielopolskiego
Hamlet polski. Portret Aleksandra Wielopolskiego – obraz olejny Jacka Malczewskiego z 1903, przedstawiający w sposób alegoryczny wnuka Aleksandra Wielopolskiego i dwie różne wizje losów narodu polskiego. Obecnie (2012) w zbiorach Muzeum Narodowego w Warszawie (nr inw. MP 369 MNW, dawny 46830).

## Opis obrazu i interpretacja
Namalowany w 1903 r. obraz jest jednym z najbardziej znanych dzieł Malczewskiego. Przedstawia Aleksandra Wielopolskiego, wnuka margrabiego Aleksandra Wielopolskiego, polskiego polityka, członka rządu Królestwa Polskiego na początku lat 60. XIX w., który starał się lawirować między interesami zaborcy i ludności polskiej.
W centrum obrazu znajduje się młody mężczyzna. W zamyśleniu obrywa płatki margerytki, jednocześnie osłaniając kwiat dłonią. Mężczyzna jest wyizolowany od otoczenia, samotny. Ubrany jest w pasiasty strój, w zielonym kolorze (pierwotnie miał na sobie czarno-biały strój Arlekina, jednak w ostatecznej wersji obrazu strój został przemalowany); w pasie ma ładownicę, w której zamiast nabojów znajdują się tubki farby.
Znajdująca się po prawej stronie starsza kobieta z siwymi włosami, odziana jest w ciemne szaty, ręce skute ma kajdanami, a jej twarz przybiera wyraz przygnębienia, zwątpienia i świadomości swojej sytuacji. Uosabia ona Polskę zniewoloną, doświadczoną przez los, pozostającą pod jarzmem innych i niemogącą się spod niego wyzwolić. Po lewej stronie znajduje się młoda dziewczyna, półnaga, ukazana w chwili zrywania okowów. Jest ona pełna energii, a jej twarz ma wyraz niezwykle ekspresywny. Symbolizuje „młodą Polskę” – zdolną do czynu, działania i będącą w stanie wyzwolić się z długotrwałej niewoli.
Obraz można interpretować jako zapytanie o wybór odpowiedniej drogi i przyszłe losy ojczyzny, wchodzącej w nowe stulecie. Dylemat ten w jasny sposób nawiązuje do tytułowej postaci Hamleta, dramatu Williama Szekspira i jego życiowego wyboru, co zostało podkreślone w tytule dzieła. Wnuk Aleksandra Wielopolskiego stanowi przykład osoby dokonującej trudnego i niosącego za sobą konsekwencje wyboru, wynikającego z konieczności zaakceptowania lub odrzucenia postawy życiowej jego dziadka. Artysta nie opowiada się za żadnym rozwiązaniem. Postać mężczyzny jest zamyślona, pogrążona w melancholii, a jego niezdecydowanie podkreślają jeszcze bardziej kwiat w dłoni i pas na ciele. Malczewski pozostawia odbiorcę bez odpowiedzi. Dzieło stanowi wyraz jego troski o przyszłe losy Polski.

## Mylne przypisanie tożsamości

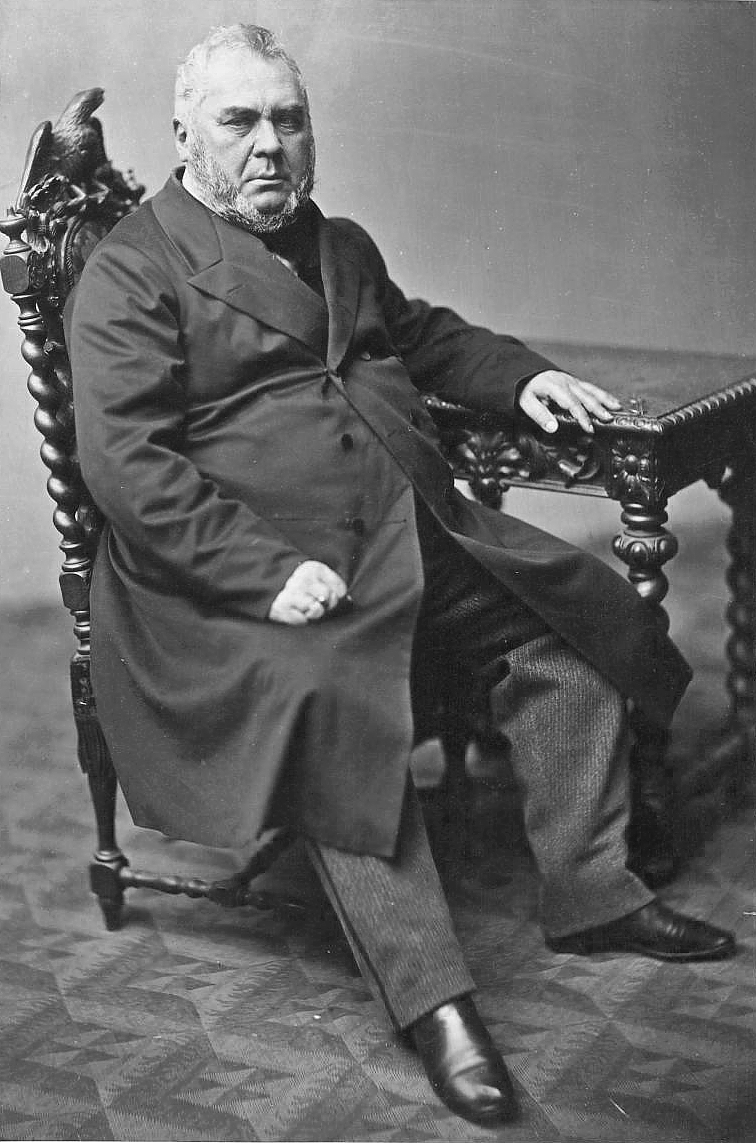
Aleksander Wielopolski (dziadek),
fot. Karol Beyer, 1862

W literaturze, ze względu na to, że faktycznie sportretowany na obrazie wnuk margrabiego Aleksandra Wielopolskiego  miał na imię tak samo jak dziadek, często pojawia się mylna sugestia jakoby obraz przedstawiał dziadka. W rzeczywistości Jacek Malczewski nie mógł sportretować dziadka, gdyż ten zmarł w 1877 r., a obraz został namalowany w 1903 r. Ponadto sportretowana osoba zupełnie nie przypomina Aleksandra Wielopolskiego dziadka.